# Вспышка ВИЧ-инфекции в Элисте
Вспышка ВИЧ-инфекции в Элисте — первый случай массового заражения ВИЧ-инфекцией в СССР, произошедший в 1988 году в столице Калмыцкой АССР Элисте и вызвавший широкий общественный резонанс.
Вирус иммунодефицита человека впервые наблюдали в клинической обстановке в США в 1981 году. В СССР ВИЧ впервые был выявлен в 1985 году.

## Предыстория
Первые случаи заражения ВИЧ в мире описали в 1981 году. На ранних стадиях эпидемии в советском обществе ошибочно считали, что вирус опасен только жителям африканских и капиталистических стран. Его относили к продуктам генной инженерии или военным разработкам, а также называли болезнью «распространённой на Западе среди проституток, бомжей и гомосексуалов». Первые случаи заражения в стране были связаны с иностранными студентами или советскими гражданами, длительное время находившимися в командировке в африканских странах и имевшими половой контакт с местными жителями. Так, большинство экспертов называет «нулевым пациентом» запорожского военного переводчика Владимира Красичкова, командированного в 1981 году в Танзанию. Один из пяти ВИЧ-положительных партнёров Красичкова передал вирус своей жене, их ребёнок родился уже с ВИЧ.
После первых смертей от СПИДа Верховный Совет СССР принял ряд профилактических мер: для доноров и групп риска установили обязательные обследования, устроили первые кабинеты анонимной диагностики. Но меры не остановили распространение вируса.

## Вспышка инфекции в Элисте
Первая крупная вспышка заболевания произошла в столице Калмыцкой АССР Элисте. «Нулевым пациентом» стал рабочий, проходивший в 1982 году срочную службу на флоте. В частности, экипаж его корабля останавливался в Конго, где мужчина заразился от местной женщины — проститутки. Позднее он передал вирус жене, во время её беременности заразился их ребёнок. Вскоре после родов младенца госпитализировали в районную педиатрическую больницу, где он скончался ещё до постановки диагноза.

В 1988 году в СПИД-центр московской инфекционной больницы № 2 на Соколиной горе поступила женщина-донор, отправленная на лечение из Элисты. Эпидемиологическое расследование показало, что она заразилась от младенца во время кормления. Вирус проник через язвы в его рту и микротрещины на сосках матери, ребёнок скончался в больнице до того, как ему был поставлен ВИЧ-диагноз. В декабре того же года в программе «Время» сообщили о вспышке ВИЧ-инфекции в детской поликлинике Элисты, где ребёнок проходил лечение. Всего было заражено 75 детей и 4 взрослые женщины. Расследовать обстоятельства инцидента в начале 1989 года из Москвы направили врачебную комиссию под руководством Вадима Покровского. Также в неё вошли заместитель начальника Главного управления карантинных инфекций Минздрава СССР Геннадий Онищенко и сотрудники эпидемиологической службы. Врачи установили, что ребёнок заразился в больнице из-за халатности медицинского персонала, который использовал нестерильные шприцы по нескольку раз, меняя только иглы: 
Это было до того, как в больницах начали активно использовать одноразовые шприцы. Это означало, что все шприцы нужно было стерилизовать, а на самом деле не все они были стерилизованы. Мы провели простое сравнение между количеством сделанных инъекций и количеством шприцев, направленных на дезинфекцию, и обнаружили, что различие составляет примерно 30—40%.Вадим Покровский
 Большинство медицинского персонала не было знакомо с нормами противоэпидемиологического режима, они не очищали и не обеззараживали аппараты ингаляционного наркоза и зонды для кормления детей. Подобная практика была распространена по всей стране. Предположительно, локальные вспышки ВИЧ-инфекции могли происходить и раньше, но не были зафиксированы. Например, в Калмыкии «Республиканский центр по профилактике и борьбе со СПИД и инфекционными заболеваниями» создали только за год до расследования Покровского.
Министерство здравоохранения РСФСР отрицало факт эпидемии ВИЧ в стационарной больнице Элисты. Они создали собственную комиссию, которая среди возможных причин инцидента называла локальную болезнь овец и новое лекарство иммуноглобулин, который вводили детям. По свидетельству заведующего отделением хирургии республиканской детской больницы Бориса Сангаджиева, лекарство отправляли на экспертизу в Москву, где в препарате обнаружили ВИЧ-инфекцию. Тем не менее дальнейшие исследования генома вируса подтвердили, что он распространился от одного человека и соответствует подтипу G, который был зафиксирован только в Конго. Также существовали предположения, что в больнице могли неофициально делать уколы заражённым людям, в частности проституткам и мужчинам, практикующим секс с мужчинами.

## Последствия
Из больницы Элисты, где заразились нестерильным шприцем 27 младенцев, 8 детей в возрасте от 6 до 13 лет и 8 взрослых, несколько пациентов были перемещены в крупные медицинские центры Волгограда, Ставрополя, Ростова-на-Дону, Шахт, что спровоцировало распространение вируса в этих регионах. По данным главы федерального СПИД-центра Вадима Покровского, в Волгограде было инфицировано минимум 35 детей, главврач областного центра по борьбе со СПИДом Олег Козырев сообщал о 59 заражённых. По информации Московского комсомольца, в Ростовской области число заражённых достигло 118 человек, в Астрахани - 99, в Новочеркасске - 107, в Ставрополе — 17. Вероятно, очаг распространения вируса в южных регионах страны, вызванный халатностью медицинских работников, стал крупнейшим в СССР.
Новость о распространении вируса иммунодефицита вызвала негативную реакцию в обществе. У стен элистинской больницы проводили пикеты, местные жители начали травлю пострадавших и их семей, а также требовали поместить инфицированных в изоляторы. Из-за преследований одна 17-летняя пациентка дважды пыталась покончить жизнь самоубийством, вскрывая вены скальпелем и в итоге умерла от кровопотери.  

Инфицированные дети не могли поступить в детские сады и школы, их родителям зачастую приходилось переезжать и менять место работы. Местный житель Александр Горобченко вспоминает: 
На нас показывали пальцем. Обзывали спидоносцами. Под разными предлогами увольняли с работы. В ребятах, пострадавших по вине медиков, люди вплоть до их смерти видели угрозу. Они не искали виновных среди врачей, не обвиняли за бездействие следователей. Да что говорить, если даже родственники от нас отвернулись.
 По данным «Левада-центра» от 1989 года, 13 % опрошенных горожан высказывались за «ликвидацию» инфицированных, 24 % — за их изоляцию. К тому времени количество заражённых достигло 270 человек. Жители СССР стали массово отказываться от донорства и медицинских процедур, в некоторых больницах врачи разрешали пациентам приносить свои шприцы.
По указанию министра здравоохранения СССР Евгения Чазова в 1989 году по всей стране были созданы центры по борьбе со СПИДом. При помощи московского НИИ педиатрии и детской хирургии в 1989-м в Элисте организовали научно-исследовательскую лабораторию по иммунодефицитным состояниям, которую возглавил Юрий Вельтищев, наладили производство одноразовых шприцев, разработали и внедрили тесты на нагрузку вируса. Но до середины 1990-х лекарственной терапии в стране не существовало, врачи могли только наблюдать состояние пациентов и лечить симптомы. Из 75 изначально заразившихся детей 24 умерло в течение девяти лет.
Евгений Чазов объявил выговор виновным медикам, министра здравоохранения Калмыцкой АССР и его заместителей сняли с должностей. В 1989 году против работников медучреждения в Элисте возбудили уголовное дело, но в 2001-м прекратили за истечением срока давности. Официально вина медицинского персонала не установлена. По словам бывшего элистинского следователя Вячеслава Ли, вышестоящее руководство не хотело довести расследование до конца, из генпрокуратуры поступали угрозы. В 2011 году потерпевшие добились возобновления дела. К тому моменту часть заражённых умерла, их родители не были признаны потерпевшими и проходили по делу как свидетели, поэтому суд не принял их иск. Инициативная группа обратилась в Следственный комитет с требованием вернуть дело на доследование, чтобы их признали потерпевшими. Но через месяц комитет вынес постановление о прекращении дела по истечении срока давности. Потерпевшими признали 74 ребёнка, родителям которых выдали соответствующие документы. В ноябре 2011-го городской суд Элисты взыскал с городской больницы по 100 тысяч рублей компенсации в пользу каждого из семерых истцов, чьи дети заразились в 1988—1989 годах. Потерпевшие называли решение «издевательством» и обратились в Верховный суд Калмыкии, который удовлетворил жалобу и увеличил компенсации до 300 тысяч рублей на человека. Тем не менее республиканская детская больница просила отменить постановление, так как выплата в таком размере грозила разорением организации. В 2014-м городской суд Элисты отклонил иск на компенсацию за затягивание расследования. Через год такую же жалобу отклонил Европейский суд по правам человека, так как следствие проходило до ратификации российскими властями. К 2016-му из заражённых в 1988 году 44 человека получало пособия в размере 22 844 рублей, ещё 16 человек — ежемесячно по 600 рублей на уход за больными. За 2015-й на погребение семьям 8 ВИЧ-инфицированных выплатили по 42 тысячи рублей, через год столько же получило 8 семей. Министр здравоохранения и социального развития Калмыкии Владимир Шовунов подчёркивал, что государственный орган может выплачивать компенсации только больным детям до 18 лет.
Для привлечения внимания к эпидемии СПИДа в Элисте проходят общественные акции. В 2003 году в Калмыкии создана межведомственная комиссия по проблемам ВИЧ-инфекции, действует Республиканский центр по профилактике и борьбе со СПИД и инфекционными заболеваниями. По состоянию на 2006-й количество заражённых выросло на 33 % по сравнению с предыдущим годом (всего 11 человек в возрасте от 21 до 50 лет). Главным фактором заражения являлись незащищённые половые контакты (81,8 %) и инъекционное употребление наркотиков (18,2 %).
Вскоре после вспышки заболевания медицинский персонал, виновный во вспышке эпидемии в Волгограде, приговорили к двум годам лишения свободы, но амнистировали в зале суда. 59 инфицированных в Волгограде получили в качестве компенсаций от региональных властей квартиры. К 2014-му в живых оставалось только 23 пострадавших. В Ростовской области в начале 1990-х медиков, виновных в заражении детей, осудили за халатность.
| Регион                | Количество инфицированных детей | Общее число умерших | Число умерших от СПИДа |
| --------------------- | ------------------------------- | ------------------- | ---------------------- |
| Ростовская область    | 98                              | 41                  | 40                     |
| Калмыкия              | 74                              | 43                  | 37                     |
| Волгоградская область | 52                              | 29                  | 25                     |
| Ставропольский край   | 15                              | 7                   | 6                      |
| Чечня                 | 6                               | 4                   | 3                      |
| Дагестан              | 5                               | 4                   | 4                      |
| Астраханская область  | 2                               | 1                   | 1                      |
| Другие регионы        | 13                              | 5                   | 4                      |

## Упоминание в произведениях культуры
Тема вспышки ВИЧ инфекции в Элисте упомянута Михаилом Кругом в песне «Зона — СПИДу нет!».
Заражение детей упоминается в песне Игоря Талькова 1991 года «Глобус».
События в Элисте легли в основу сюжета телесериала Сергея Трофимова и Евгения Стычкина «Нулевой пациент», премьера которого состоялась 19 мая 2022 года на «Кинопоиске».